# Marumi Yamazaki
Marumi Yamazaki (山崎 円美 Yamazaki Marumi?,  nacido el 9 de junio de 1990 en Saitama) es una futbolista japonesa que jugaba como centrocampista.
En 2013, Yamazaki jugó 4 veces para la selección femenina de fútbol de Japón.

## Trayectoria

### Clubes
| Club               | País  | Año         |
| ------------------ | ----- | ----------- |
| AS Elfen Sayama FC | Japón | 2006 - 2007 |
| Albirex Niigata    | Japón | 2009 - 2016 |
| AC Nagano Parceiro | Japón | 2016 - 2017 |
| JEF United Chiba   | Japón | 2018 -      |

### Selección nacional
| Selección | País  | Año  |
| --------- | ----- | ---- |
| Absoluta  | Japón | 2013 |

## Estadística de equipo nacional
| Selección femenina de fútbol de Japón | Selección femenina de fútbol de Japón | Selección femenina de fútbol de Japón |
| Año                                   | Partidos                              | Goles                                 |
| ------------------------------------- | ------------------------------------- | ------------------------------------- |
| 2013                                  | 4                                     | 0                                     |
| Total                                 | 4                                     | 0                                     |